# Lars R Melander
Lars R Melander, född 22 maj 1949 i Helsingborg, är en svensk konstnär och illustratör. Genom åren har hans konstnärliga verksamhet i varierande grad bestått av skulptur, måleri, illustration och satirteckning. I Fort Lauderdale, Florida, ingår 5 av hans skulpturer i A.N.E.W. Galleries fasta utställning och 6 av hans skulpturer visas permanent i Gallerie Beddington Fine Arts skulpturträdgård i Bargemon i Frankrike. För Uddevalla Kommun, Svenska Livsmedelsarbetareförbundet, Svenska Sjöfolksförbundet med flera har han gjort ett antal utsmyckningsarbeten.
Lars R Melander är utbildad vid Konstfackskolan i Stockholm 1973- 1977 och på KV:s Konstskola i Göteborg 1972-1973. Han är också utlärd svetsare. Periodvis har Melander också arbetat som lärare. Han har studerat latin, klassisk grekiska, engelska, spanska på gymnasienivå, samt franska och tyska på högskolenivå. 
Som 17-åring gick Lars R Melander till sjöss och arbetade i ett stort antal svenska handelsfartyg i oceanfart. Åren i handelsflottan och hans samarbete med Svenska Sjöfolksförbundet, med dess långa kulturtradition, har präglat en stor del av hans konstnärliga arbete. Numera är Melander verksam i Bohuslän på den svenska västkusten.
Mellan 2021 och 2023 har Melander har ställt ut huvudsakligen i Florida och Pennsylvania i USA, samt i Frankrike. Under tidigare år har han förutom i Sverige ställt ut i Australien, Namibia, Tyskland och Danmark. 
Som  satirtecknare arbetade Melander på dagstidningen Bohusläningens ledarsida mer än 25 år och på Tidningen Sjömannen är han med sina satirer och illustrationer den medarbetare som arbetat längst. 
Under åren 2014-2020 var Melander aktiv inom Konstnärernas Riksorganisation (KRO) bland annat som vice ordförande i KRO Väst. Han är medlem i Konstnärsgruppen I  AM THE MOLE i Miami, Florida och i Konstnärsgruppen LE FAC i Roquebrune sur Argens i Frankrike.